# Beatrix da Silva Meneses

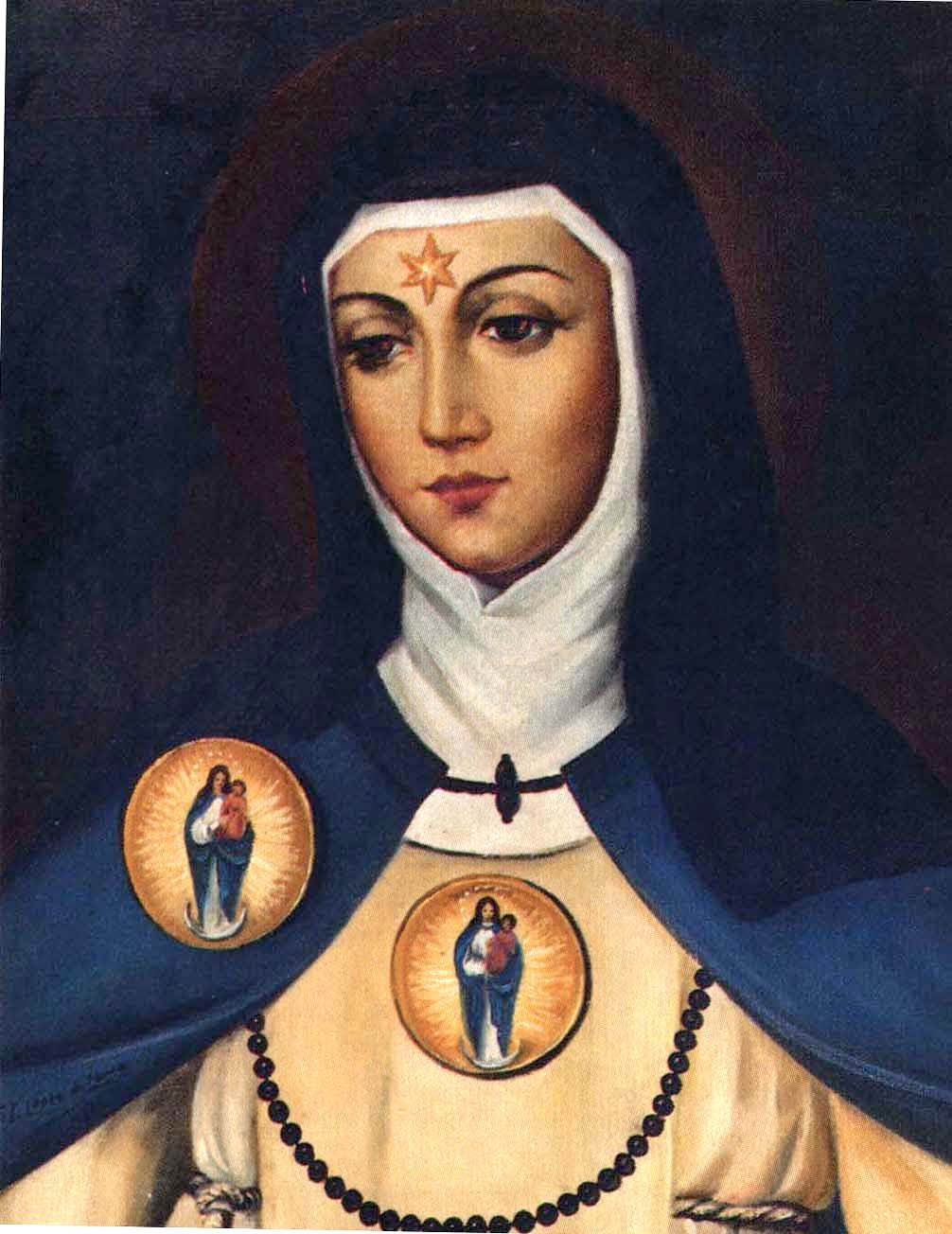
Hl. Beatrix da Silva Meneses (fiktives Porträt des 17. Jhs.)

Beatrix da Silva Meneses, auch (portugiesisch) Beatriz da Silva (* um 1424 in Ceuta oder Campo Maior; † um 1490 in Toledo) war eine portugiesische Adlige, Hofdame der Königin Isabella, der zweiten Ehefrau Johanns II. von Kastilien, Ordensfrau und Ordensgründerin. Sie wird in der römisch-katholischen Kirche als Heilige verehrt.

## Leben
Beatrix da Silva Meneses wurde um 1424 möglicherweise in Ceuta, damals im Besitz der portugiesischen Krone, geboren. Ihr Vater war Rui Gomes da Silva, Festungskommandant der Grenzstadt Campo Maior. Ihre Mutter war Isabel de Meneses, die uneheliche Tochter Pedros de Meneses (1370–1437), des Grafen von Viana do Alentejo und Vila Real, der auch Gouverneur von Ceuta war. Das Paar hatte zwölf Kinder, darunter Beatrix und Amadeu da Silva Meneses. Beide Familien, die da Silva und die de Meneses, gehörten zum Adel und waren mit den königlichen Familien von Portugal (mit König Sancho I. dem Besiedler, 1154–1211) und Kastilien verknüpft.
Für ein Leben am Hofe erzogen, wurde Beatrix mit 21 Jahren Hofdame von Isabella von Portugal, der Tochter des Infanten João. Als Isabella zur Heirat mit Juan II. von Kastilien an den kastilischen Hof in Tordesillas aufbrach, nahm sie Beatrix, ihre Cousine, als Hofdame mit. Isabella ließ Beatrix aus unbekannten Gründen ohne Nahrung drei Tage gefangen setzen. Nur ihr Onkel konnte sie retten. Dabei hatte sie eine Marienerscheinung und verließ drei Tage nach ihrer Befreiung den Hof.
Beatrix, die durch ihre Familie sehr reich war, verteilte nach der Krise um 1452/53 ihren gesamten Besitz an die Armen und zog sich in das Dominikanerinnenkloster Santo Domingo el Real in Toledo zurück, wo sie etwa 30 Jahre klösterlich lebte, ohne jedoch die Profess abzulegen. 1484 begründete sie in Toledo den Orden von der Unbefleckten Empfängnis (Konzeptionistinnen), einen kontemplativen Orden, der heute in Spanien, Portugal, den Vereinigten Staaten, Italien und vor allem Südamerika verbreitet ist. Noch in der Gründungsphase des von ihr in Toledo gegründeten Ordens erkrankte sie schwer und konnte ihre Profess nur noch in articulo mortis auf dem Sterbebett ablegen. Sie starb zwischen 1490 und 1492. Das genaue Sterbedatum scheint unbekannt.

## Verehrung

### Seligsprechung
Papst Pius XI. sprach Sr. Beatrix da Silva Meneses am 28. Juli 1926 selig.

### Heiligsprechung
Der kroatische Kirchenhistoriker Bazilije Pandžić (O.F.M.), der von 1947 bis 1985 als Generalarchivar und Annalen-Schreiber des Franziskanerordens in Rom tätig war, veröffentlichte 1970 als Experte der Kongregation für die Heiligsprechung eine „Positio“ (lat. positiones) über Beatrix da Silva Meneses, das heißt eine historisch-kritische Edition der Quellen des Lebens und Werkes von da Silva Meneses, die kanonisiert werden sollte. Sechs Jahre darauf, am 3. Oktober 1976, sprach Papst Paul VI. sie heilig.

### Gedenktag
Ihr Gedenktag ist der 16. August.

### Sonstige Quellen
- Lexikon der Namen und Heiligen, S. 160, Nikol Verlag.
- Heilige und Namenspatrone im Jahreslauf, Pattloch Verlag.
- Eric Steinhauer: Silva Meneses, Beatrix da. In: Biographisch-Bibliographisches Kirchenlexikon (BBKL). Band 18, Bautz, Herzberg 2001, ISBN 3-88309-086-7, Sp. 1327–1331 (Artikel/Artikelanfang im Internet-Archive).